# هوهانس هوهانسیان
هُوْهانِس هُوْهانِسیان (ارمنی: Հովհաննես Հովհաննիսյան؛ زاده ۲۶ آوریل ۱۸۶۴ در واغارشاپات - درگذشته ۲۹ سپتامبر ۱۹۲۹ در ایروان) شاعر، مترجم و روزنامه‌نگار اهل ارمنستان بود.

## زندگی‌نامه
هُوهانِس هُوهانِسیان، در دانشکده «لازاریان» شهر مسکو ادامه داد و از سن ۱۵ سالگی شروع به سرودن شعر پرداخت و در سال ۱۸۸۳م وارد دانشگاه مسکو شد و در رشته زبان‌شناسی و تاریخ به تحصیل پرداخت و به زبان‌های روسی، انگلیسی، یونانی باستانی و لاتین تسلط یافت.
در سال ۱۸۸۸م در آموزشگاه «گئورگیان» شهر واغارشاپات به تدریس پرداخت و تا سال ۱۹۱۲م به این کار ادامه داد. از سال ۱۹۱۲م تا سال ۱۹۱۸م در شهر باکو به کارهای آموزشی اشتغال ورزید.
در سال ۱۹۲۱م ریاست آموزش و پرورش واغارشاپات را برعهده گرفت و در سال ۱۹۲۲م به شهر ایروان نقل مکان کرد و در موسسات علمی این شهر به کار پرداخت.
هوهانس هوهانسیان در روز ۲۹ سپتامبر سال ۱۹۲۹م در شهر ایروان بدرود حیات گفت.

## نمونه آثار
شعری از هوهانس هوهانسیان به نام «بدرود»
| بدرود، آفتاب! بهار!                                          |  | ای گل‌های عطر آگین!                               |
| ای جویبار زیبای زمزمه گر جاری!                               |  | ای تپه‌های سبز به تن پوشیده!                      |
| بدرود، ای نوازش و عشق!                                       |  | ای دوشیزهٔ بی‌بدیل فرشته رو!                       |
| ای لحظه‌های تابناک لذت و سرمستی!                              |  | لبخند شاد شیرین! زندگی نو بشکفته!                |
| به تهیدستی و فقر دل بستم من به گریه‌ها و فریادهای راندگان ستم |  | ساز خود را من برای سرودن درد و شکنجه هدیه آوردم… |